# Michel Pleau
Michel Pleau, né le 25 mai 1964 à Québec, est un poète canadien.

## Biographie
Détenteur d'un baccalauréat en arts (1989) et d'une maîtrise en littérature québécoise (1992) à l'Université Laval, Michel Pleau est un poète canadien. Il détient également un certificat en animation culturelle de l'Université du Québec à Montréal (1988).
En plus d'animer des ateliers de création à l'Université Laval, Michel Pleau participe à des conférences et des lectures publiques et publie régulièrement dans des revues littéraires (Moebius, Estuaire, Le Sabord).
En poésie, il fait paraître plusieurs recueils dont Le corps tombe plus tard (Écrits des forges, 1992), Plus loin que les cendres (Éditions du Noroît, 1996), Il arrive que le ciel te console (Le Loup de gouttière, 2000), Le feu de l'autre rive (Écrits des Forges, 2005), La lenteur du monde, (Éditions David, 2007), Le ciel de la basse-ville (Éditions David, 2007) ainsi que J'aurai bientôt ton âge (Éditions David, 2007),,,,.
Il reçoit de nombreux prix pour son œuvre poétique dont le Prix Alphonse-Piché (1992), le Prix Octave-Crémazie (1992), le Prix de poésie Félix-Antoine-Savard (1998), le Prix du Gouverneur général (2008) ainsi que le Prix Jean-Noël-Pontbriand (2018),,. 
Il reçoit également le Prix de la personnalité littéraire de l’Institut Canadien de Québec pour l'ensemble de son œuvre.
Michel Pleau est aussi nommé Poète officiel du Parlement du Canada (2014) pour un mandat de deux ans en collaboration avec le Service des programmes éducatifs de la Bibliothèque du Parlement à Ottawa,. 
Dans le cadre d'une cérémonie célébrant le vingtième anniversaire de la Charte de la langue française en 1997, une île du réservoir de Caniapiscau (Nord du Québec) est baptisée par le titre de l’œuvre de Michel Pleau La traversée de la nuit par la Commission de toponymie du Québec.
Michel Pleau est membre de l'Union des écrivaines et des écrivains québécois.

## Œuvres

### Poésie
- Apprendre à partir, Québec, auto-édition, 1985, n.p.

- Les Doux silences, Québec, auto-édition, 1986, n.p.
- Le corps tombe plus tard, Trois-Rivières, Écrits des forges, 1992, 53 p.  (ISBN 2-89046-257-9)
- La traversée de la nuit, avec des gravures de Denise Lapointe, Montréal, Éditions du Noroît, 1994, 60 p.  (ISBN 2-89018-300-9)
- Plus loin que les cendres, Montréal, Éditions du Noroît, 1996, 56 p.  (ISBN 2-89018-356-4)
- Regards sur le poème, avec des œuvres de Lyne Richard, Québec, Le Loup de gouttière, 1998, 68 p.  (ISBN 2-921310-91-0)
- L'aveu tout simple d'un visage, avec des œuvres de Jacques Hudon, Québec, Le Loup de gouttière, 1999, 76 p.  (ISBN 2-89529-009-1)
- Il arrive que le ciel te console, avec des œuvres de Line Dubois, Québec, Le Loup de gouttière, 2000, 48 p.  (ISBN 2-89529-030-X)
- Soleil rouge : haïkus, accompagné des encres de Joscelyn Vaillancourt et d'une préface de Pierre Chatillon, Ottawa, Éditions David, 2004, 72 p.  (ISBN 2-89597-031-9)
- Le feu de l'autre rive, Trois-Rivières, Écrits des Forges, 2005, 48 p.  (ISBN 2-89046-908-5)
- Arbres lumière : haïkus, accompagné des photographies de Serge Jauvin, avec un avant-propos de Pierre Chatillon, Ottawa, Éditions David, 2005, 70 p.  (ISBN 2-89597-045-9)
- La lenteur du monde, Ottawa, Éditions David, 2007, 56 p.  (ISBN 978-2-89597-081-1)
- Le petit livre de l'été, Ottawa, Éditions David, 2012, 65 p.  (ISBN 978-2-89597-263-1)
- Le ciel de la basse-ville, Ottawa, Éditions David, 2014, 66 p.  (ISBN 9782895973904)
- J'aurai bientôt ton âge, Ottawa, Éditions David, 2018, 56 p.  (ISBN 9782895976080)
- Une auberge où personne ne s'arrête, Trois-Rivières, Écrits des Forges, 2022, 82 p.  (ISBN 978-2-89645-424-2)
- Le petit bestiaire, illustrations de Lyne Richard, Ottawa, Éditions David, 2022, 72 p.  (ISBN 9782895978398)

## Prix et honneurs
- 1992 - Récipiendaire : Prix Alphonse-Piché (pour Nous passons sous silence)[10]
- 1992 - Récipiendaire : Prix Octave-Crémazie (pour Le Corps tombe plus tard)[7]
- 1996 - Finaliste : Prix Émile-Nelligan (pour Plus loin que les cendres)[11]
- 1998 - Récipiendaire : Prix Félix-Antoine-Savard (pour Qui s'enfonce dans la nuit)[8]
- 2008 - Récipiendaire : Prix du Gouverneur général : poésie de langue française (pour La Lenteur du monde)[12]
- 2013 - Finaliste : Prix de la bande à Moebius (pour Dans nos mains le ciel)[13]
- 2015 - Récipiendaire : Prix d'excellence des Arts et de la Culture dans la catégorie Prix de l'Institut Canadien de Québec[14]